# Ussuridvärgrall
Ussuridvärgrall (Coturnicops exquisitus) är en fåtalig och dåligt känd fågel i familjen rallar som förekommer i östra Asien.

## Utseende
Ussuridvärgrallen är en mycket liten (13 cm) och kompakt, brunfärgad rall. Den är svart på hjässan och ovansidan, med tydliga kanelfärgade strimmor och tunna vita band från manteln till stjärten. Ansiktet är gråbrunt, medan undersidan är vit med gulockra bandning på hals, övre delen av bröstet, flankerna och undre stjärttäckarna. Karakteristiskt är även vita armpennor.

## Läte
Bland lätena hörs olika stönande, skriande och knappande läten.

## Utbredning
Ussuridvärgrallen är känd från en handfull lokaler i sydöstra Ryssland och nordöstra Kina, men har även rapporterats möjligen häcka i Japan. Under flyttningen och vintertid har den noterats i Mongoliet, Nordkorea, Sydkorea, Japan samt södra och östra Kina.

## Systematik
Ussuridvärgrallen är systerart till den amerikanska arten gul dvärgrall. och därmed den enda representanten i Gamla världen av en amerikansk klad små rallar traditionellt placerade i Laterallus och Micropygia. Den behandlas som monotypisk, det vill säga att den inte delas in i några underarter. 

## Levnadssätt
Inte mycket är känt om fågelns levnadssätt. Den har påträffats i fuktiga ängar och tuvträsk i låglänta områden, i vassrika våtmarker, risfält och kring vattendrag och dammar med tät vegetation. Fågeln befinner sig på häckplats i Ryssland mellan april och september. Två bon funna i Ryssland innehöll tre och fyra ägg. Födan är okänd.

## Status och hot
Arten har ett stort utbredningsområde, men tros minska i antal, dock inte tillräckligt kraftigt för att den ska betraktas som hotad. Internationella naturvårdsunionen IUCN listar arten som livskraftig (LC).

## Namn
Arten har även kallats ussurirall, asiatisk gulrall samt swinhoerall eller Swinhoes rall, en direktöversättning från engelskans Swinhoe's Rail, vilket hedrar Robert Swinhoe som beskrev arten 1873. Namnet justerades dock av BirdLife Sveriges taxonomikommitté 2022.